# Caos cuántico
El caos cuántico es una rama de la física que estudia cómo la caótica los sistemas dinámicos clásicos pueden describirse en términos de la teoría cuántica. La pregunta principal que el caos cuántico busca responder es: «¿Cuál es la relación entre la mecánica cuántica y el Teoría del caos?». El principio de correspondencia establece que la mecánica clásica es el límite clásico de la mecánica cuántica, específicamente en el límite como la relación de la constante de Planck a la acción del sistema tiende a cero. Si esto es cierto, entonces debe haber mecanismos cuánticos subyacentes al caos clásico (aunque esta puede no ser una forma fructífera de examinar el caos clásico). Si la mecánica cuántica no demuestra una sensibilidad exponencial a las condiciones iniciales, ¿cómo puede surgir una sensibilidad exponencial a las condiciones iniciales en el caos clásico, que debe ser el límite del principio de correspondencia de la mecánica cuántica?
Al tratar de abordar la cuestión básica del caos cuántico se han empleado varios enfoques:
1. Desarrollo de métodos para resolver problemas cuánticos donde la perturbación no puede considerarse pequeña en la teoría de la perturbación y donde los números cuánticos son grandes.
2. Correlacionar descripciones estadísticas de valores propios (niveles de energía) con el comportamiento clásico del mismo Hamiltoniano (sistema).
3. Métodos semiclásicos como la teoría de la órbita periódica que conecta las trayectorias clásicas del sistema dinámico con características cuánticas.
4. Aplicación directa del principio de correspondencia.

## Historia

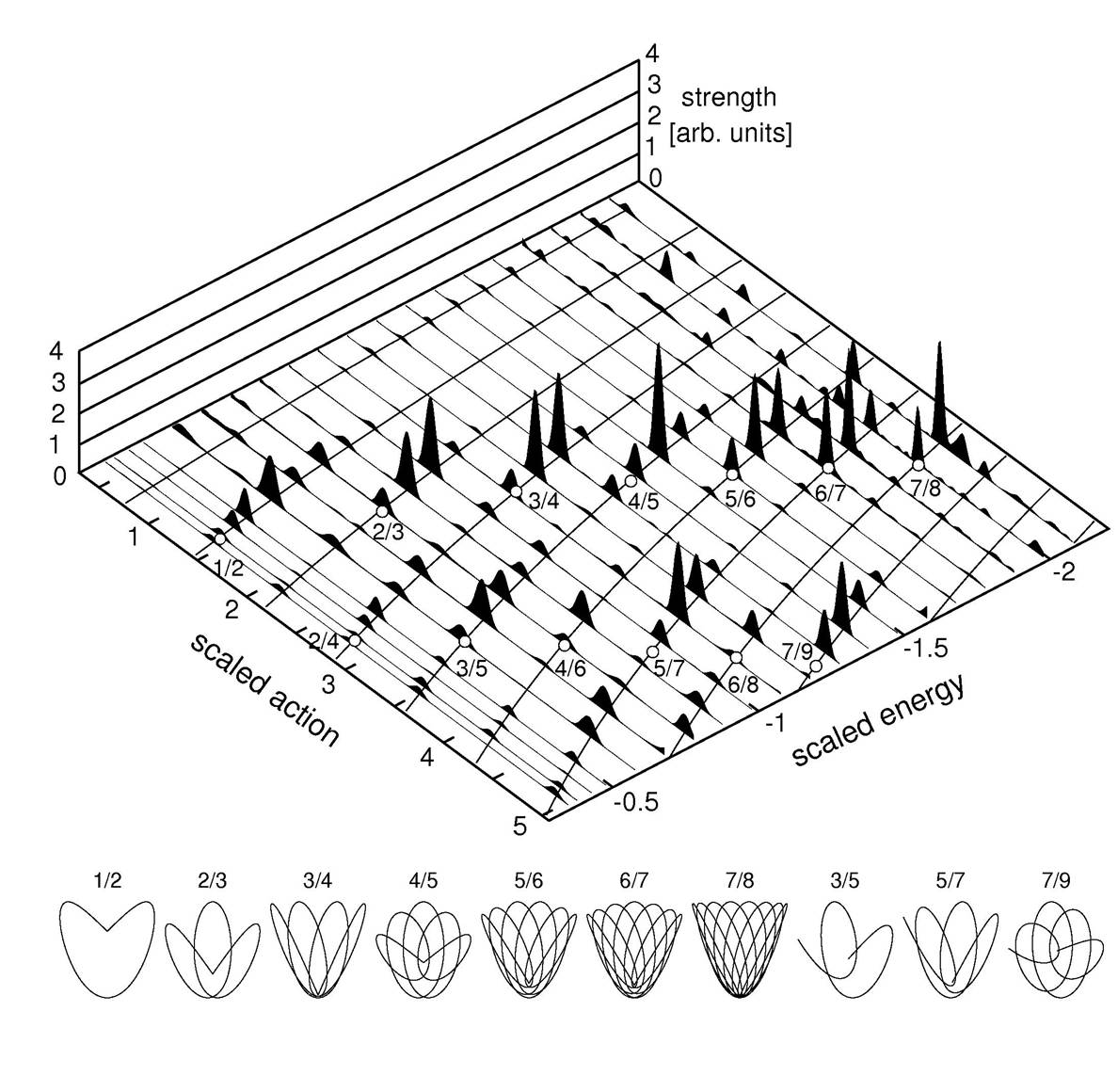
Espectros de recurrencia experimentales de litio en un campo eléctrico que muestran el nacimiento de recurrencias cuánticas correspondientes a la bifurcaciones de órbitas clásicas.

Durante la primera mitad del siglo XX se reconoció el comportamiento caótico en la mecánica (como en el problema de los tres cuerpos en la mecánica celeste), pero no se entendió bien. Los cimientos de la mecánica cuántica moderna se sentaron en ese período, dejando esencialmente de lado el tema de la correspondencia cuántica-clásica en sistemas cuyo límite clásico presenta caos.

## Enfoques

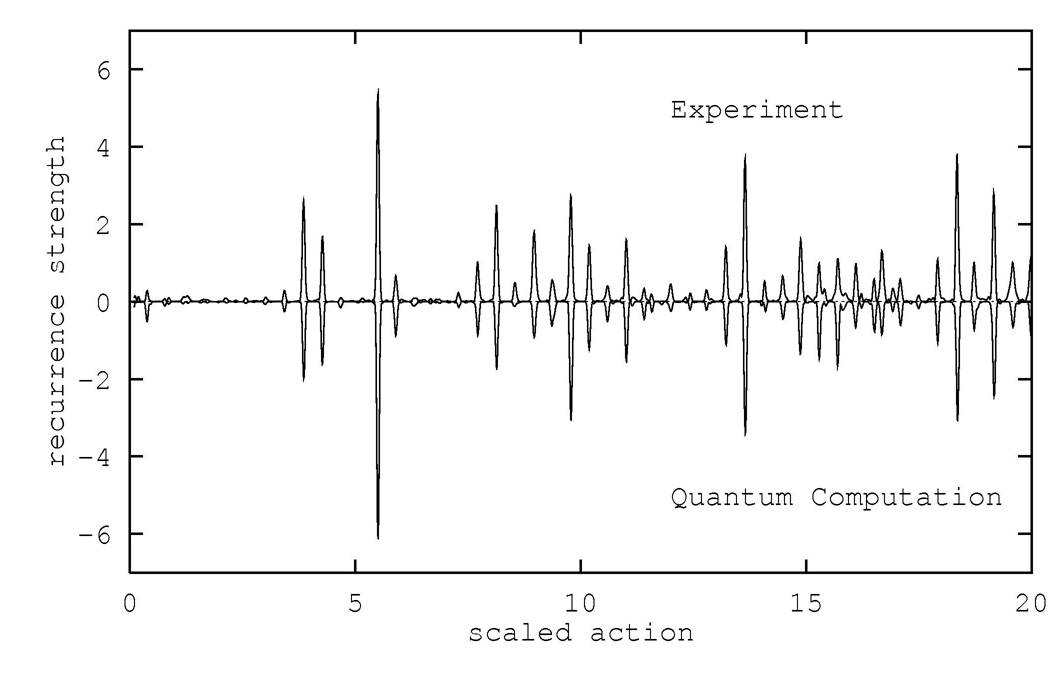
Comparación de los espectros de recurrencia experimental y teórico del litio en un campo eléctrico a una energía.

Las preguntas relacionadas con el principio de correspondencia surgen en muchas ramas diferentes de la física, que van desde la nuclear a la atómica, molecular y sólida-estado físico, e incluso a acústica, microondass y óptica. Sin embargo, la correspondencia clásica-cuántica en la teoría del caos no siempre es posible. Por lo tanto, algunas versiones del efecto mariposa clásico no tienen equivalentes en la mecánica cuántica.
Las observaciones importantes a menudo asociadas con los sistemas cuánticos caóticos clásicos son la repulsión de nivel espectral, la localización dinámica en la evolución del tiempo (por ejemplo, las tasas de ionización de los átomos) y las intensidades de onda estacionarias mejoradas en regiones del espacio donde la dinámica clásica exhibe solo trayectorias inestables (como en dispersión). En el enfoque semiclásico del caos cuántico, los fenómenos se identifican en espectroscopia analizando la distribución estadística de líneas espectrales y conectando periodicidades espectrales con órbitas clásicas. Otros fenómenos aparecen en la evolución temporal de un sistema cuántico, o en su respuesta a varios tipos de fuerzas externas. En algunos contextos, como la acústica o las microondas, los patrones de onda son directamente observables y exhiben distribuciones de amplitud irregulares.
El caos cuántico generalmente trata con sistemas cuyas propiedades deben calcularse utilizando técnicas numéricas o esquemas de aproximación (ver, por ejemplo, Serie Dyson). Las soluciones simples y exactas quedan excluidas por el hecho de que los constituyentes del sistema se influyen entre sí de manera compleja o dependen de fuerzas externas que varían temporalmente.

## Mecánica cuántica en regímenes no perturbativos

Espectros de nivel de energía calculados regulares (no caóticos) átomo de Rydberg de hidrógeno en un campo eléctrico cerca de n=15. Tenga en cuenta que los niveles de energía pueden cruzarse debido a las simetrías subyacentes del movimiento dinámico.

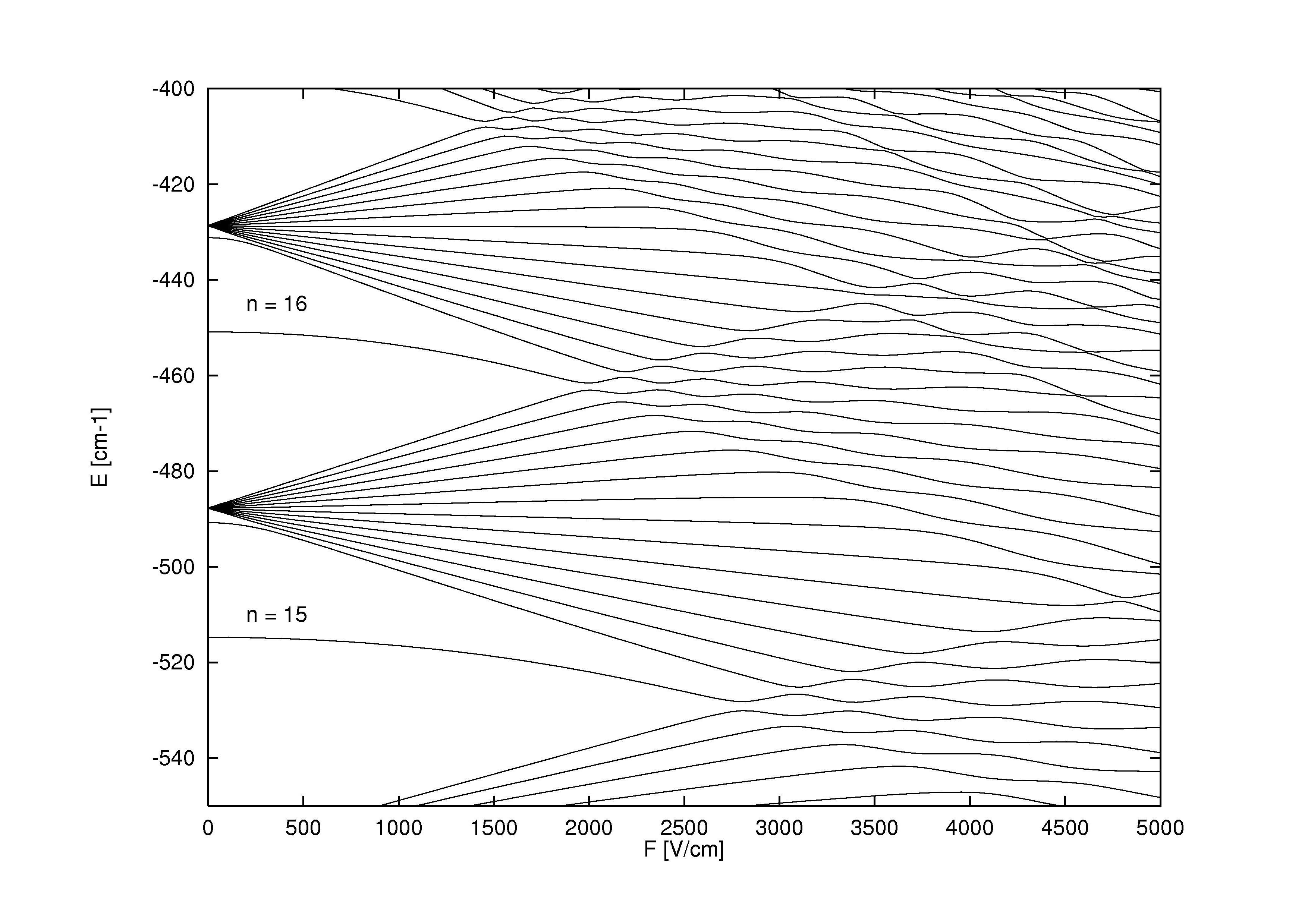
Caótico calculado átomo de Rydberg espectros de nivel de energía de litio en un campo eléctrico cerca de n=15. Tenga en cuenta que los niveles de energía no pueden cruzarse debido a que el núcleo iónico (y el defecto cuántico resultante) rompe las simetrías del movimiento dinámico.

Para sistemas conservativos, el objetivo de la mecánica cuántica en regímenes no perturbativos es encontrar
los valores propios y los vectores propios de un hamiltoniano de la forma {\displaystyle {\ce {H = H_s + \varepsilon H_{ns}}}} donde {\displaystyle H_{s}} es separable en algún sistema de coordenadas, {\displaystyle H_{ns}} no es separable en el sistema de coordenadas en el que {\displaystyle H_{s}} está separado , y {\displaystyle \epsilon } es un parámetro que no puede considerarse pequeño. Históricamente, los físicos han abordado problemas de esta naturaleza tratando de encontrar el sistema de coordenadas en el que el hamiltoniano no separable es más pequeño y luego tratando el hamiltoniano no separable como una perturbación.
Encontrar constantes de movimiento para que se pueda realizar esta separación puede ser una tarea analítica difícil (a veces imposible). Resolver el problema clásico puede brindar información valiosa para resolver el problema cuántico. Si hay soluciones clásicas regulares del mismo hamiltoniano, entonces hay (al menos) constantes de movimiento aproximadas, y al resolver el problema clásico, obtenemos pistas sobre cómo encontrarlas.
En los últimos años se han desarrollado otros enfoques. Una es expresar el hamiltoniano en diferentes sistemas de coordenadas en diferentes regiones del espacio, minimizando la parte no separable del hamiltoniano en cada región. Las funciones de onda se obtienen en estas regiones y los valores propios se obtienen haciendo coincidir las condiciones de contorno.
Otro enfoque es la diagonalización de matrices numéricas. Si la matriz hamiltoniana se calcula en cualquier base completa, los valores propios y los vectores propios se obtienen diagonalizando la matriz. Sin embargo, todos los conjuntos de bases completos son infinitos y necesitamos truncar la base y aun así obtener resultados precisos. Estas técnicas se reducen a elegir una base truncada a partir de la cual se pueden construir funciones de onda precisas. El tiempo computacional requerido para diagonalizar una matriz se escala como {\displaystyle N^{3}}, donde {\displaystyle N} es la dimensión de la matriz, por lo que es importante elegir la base más pequeña posible a partir de la cual se pueden construirse funciones de onda relevantes. También es conveniente elegir una base en la que la matriz es escaso y/o los elementos de la matriz están dados por expresiones algebraicas simples porque calcular los elementos de la matriz también puede ser una carga computacional.
Un hamiltoniano dado comparte las mismas constantes de movimiento tanto para el clásico como para el cuántico. Los sistemas cuánticos también pueden tener números cuánticos adicionales correspondientes a simetrías discretas (como la conservación de la paridad a partir de la simetría de reflexión). Sin embargo, si simplemente encontramos soluciones cuánticas de un hamiltoniano que no es abordable por la teoría de la perturbación, podemos aprender mucho sobre las soluciones cuánticas, pero hemos aprendido poco sobre el caos cuántico. Sin embargo, aprender a resolver tales problemas cuánticos es una parte importante para responder a la pregunta del caos cuántico.

## Correlacionando las descripciones estadísticas de la mecánica cuántica con el comportamiento clásico
Las medidas estadísticas del caos cuántico nacieron del deseo de cuantificar las características espectrales de los sistemas complejos. La teoría de la matriz aleatoria se desarrolló en un intento de caracterizar espectros de núcleos complejos. El notable resultado es que las propiedades estadísticas de muchos sistemas con hamiltonianos desconocidos se pueden predecir utilizando matrices aleatorias de la propiedad clase de simetría. Además, la teoría de matrices aleatorias también predice correctamente las propiedades estadísticas de los valores propios de muchos sistemas caóticos con hamiltonianos conocidos. Esto lo hace útil como herramienta para caracterizar espectros que requieren grandes esfuerzos numéricos para calcular.
Hay varias medidas estadísticas disponibles para cuantificar características espectrales de forma sencilla. Es de gran interés si existen o no comportamientos estadísticos universales de los sistemas caóticos clásicos. Las pruebas estadísticas mencionadas aquí son universales, al menos para sistemas con pocos grados de libertad (Berry y Tabor han presentado sólidos argumentos a favor de una distribución de Poisson en el caso de movimiento regular y Heusler et al. presentan una explicación semiclásica de las denominadas Bohigas, Conjetura de Giannoni-Schmit que afirma la universalidad de las fluctuaciones espectrales en la dinámica caótica). La distribución del vecino más cercano (NND) de los niveles de energía es relativamente simple de interpretar y se ha utilizado ampliamente para describir el caos cuántico.
Las observaciones cualitativas de las repulsiones de nivel se pueden cuantificar y relacionar con la dinámica clásica utilizando el NND, que se cree que es una firma importante de la dinámica clásica en los sistemas cuánticos. Se cree que la dinámica clásica regular se manifiesta por una distribución de Poisson de niveles de energía:  {\displaystyle {\ce {P(s) = e^{-s}.}}}
Además, se espera que los sistemas que muestran un movimiento clásico caótico se caractericen mediante las estadísticas de conjuntos de valores propios de matrices aleatorias. Para sistemas invariantes bajo inversión de tiempo, se ha demostrado que las estadísticas de nivel de energía de varios sistemas caóticos concuerdan con las predicciones del conjunto ortogonal gaussiano (GOE) de matrices aleatorias, y se ha sugerido que este fenómeno es genérico para todos los sistemas caóticos con esta simetría. Si la separación normalizada entre dos niveles de energía es {\displaystyle s}, la distribución normalizada de separaciones se aproxima bien mediante {\displaystyle {\ce {P(s) = {\frac {\pi}{2}}se^{-\pi s^2/4}}}}.
Se ha descubierto que muchos sistemas hamiltonianos que son clásicamente integrables (no caóticos) tienen soluciones cuánticas que producen distribuciones de vecinos más cercanos que siguen las distribuciones de Poisson. De manera similar, se han encontrado muchos sistemas que exhiben caos clásico con soluciones cuánticas que producen una distribución de Wigner-Dyson (suposición de Wigner), lo que respalda las ideas anteriores. Una excepción notable es el litio diamagnético que, aunque muestra un caos clásico, muestra estadísticas de Wigner (caóticas) para los niveles de energía de paridad par y estadísticas casi de Poisson (regulares) para la distribución de niveles de energía de paridad impar.

## Métodos semiclásicos

### Teoría de la órbita periódica

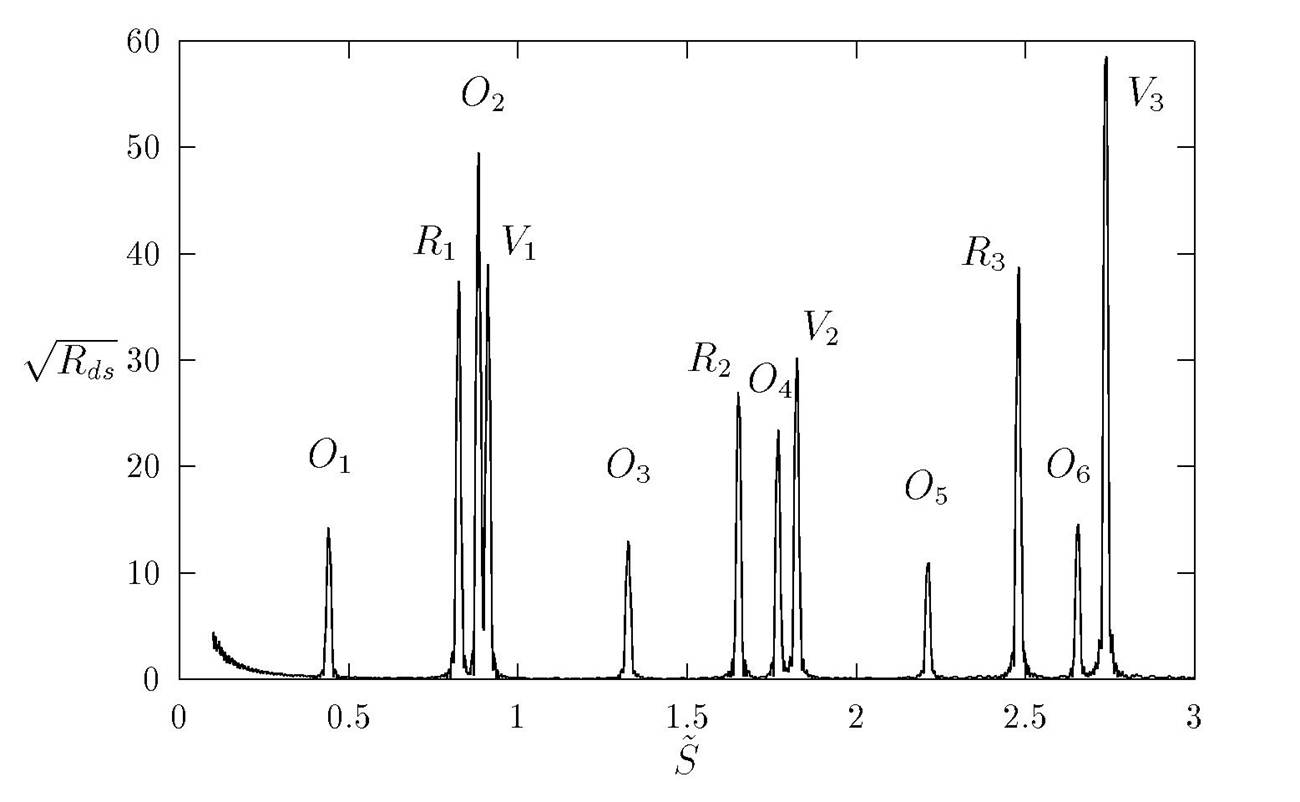
Espectro de recurrencia de paridad par (Transformada de Fourier de la densidad de estados) de hidrógeno diamagnético que muestra picos correspondientes a órbitas periódicas del sistema clásico. El espectro tiene una energía escalada de −0.6. Los picos etiquetados como R y V son repeticiones de la órbita cerrada perpendicular y paralela al campo, respectivamente. Los picos etiquetados con O corresponden a la órbita periódica casi circular que gira alrededor del núcleo.

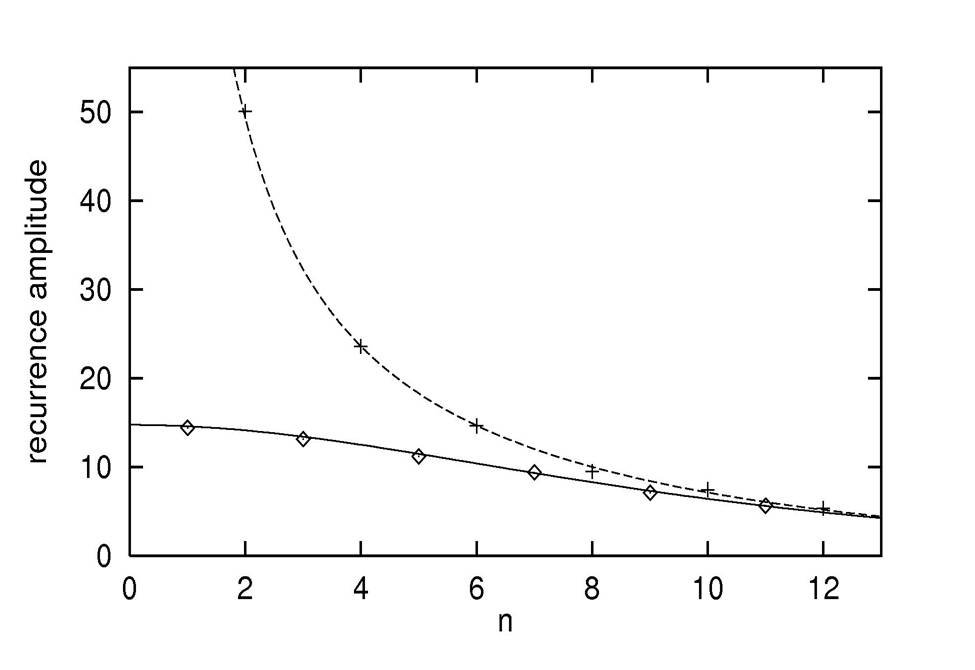
Amplitudes de recurrencia relativas de recurrencias pares e impares de la órbita circular cercana. Los rombos y los signos más son para períodos de trimestres pares e impares, respectivamente. La línea continua es A/cosh(nX/8). La línea discontinua es A/sinh(nX/8) donde A = 14,75 y X = 1,18.

La teoría de la órbita periódica proporciona una receta para calcular espectros a partir de las órbitas periódicas de un sistema. A diferencia del método de Einstein-Brillouin-Keller de cuantización de acción, que se aplica solo a sistemas integrables o casi integrables y calcula valores propios individuales de cada trayectoria, la teoría de la órbita periódica es aplicable tanto a sistemas integrables como no integrables. y afirma que cada órbita periódica produce una fluctuación sinusoidal en la densidad de estados.
El resultado principal de este desarrollo es una expresión para la densidad de estados que es la traza de la función de Green semiclásica y viene dada por la fórmula de la traza de Gutzwiller:
{\displaystyle {\ce {g_{c}(E)=\sum _{k}T_{k}\sum _{n=1}^{\infty }}}}{\displaystyle {\ce {\frac {1}{2\sinh {(\chi _{nk}/2)}}}}}{\displaystyle {\ce {e^{i(nS_k - \alpha_{nk}\pi/2)}}}}.
Recientemente hubo una generalización de esta fórmula para hamiltonianos de matriz arbitraria que involucra un término similar a la fase de Berry derivado del espín u otros grados de libertad internos. El índice {\displaystyle k} distingue las primitivas Punto periódico: las órbitas de período más corto de un conjunto dado de condiciones iniciales. {\displaystyle T_{k}} es el período de la órbita periódica primitiva y {\displaystyle S_{k}} es su acción clásica. Cada órbita primitiva vuelve sobre sí misma, lo que lleva a una nueva órbita con acción {\displaystyle nS_{k}} y un período que es un múltiplo entero {\displaystyle n} del período primitivo. Por lo tanto, cada repetición de una órbita periódica es otra órbita periódica. Estas repeticiones se clasifican separadamente por la suma intermedia sobre los índices {\displaystyle n}. {\displaystyle \alpha _{nk}} es el índice de Maslov de la órbita.
El factor de amplitud, {\displaystyle 1/\sinh {(\chi _{nk}/2)}}, representa la raíz cuadrada de la densidad de las órbitas vecinas. Las trayectorias vecinas de una órbita periódica inestable divergen exponencialmente en el tiempo desde la órbita periódica. La cantidad {\displaystyle \chi _{nk}} caracteriza la inestabilidad de la órbita. Una órbita estable se mueve en un toroide en el espacio de fase, y las trayectorias vecinas se enrollan a su alrededor. Para órbitas estables, {\displaystyle \sinh {(\chi _{nk}/2)}} se convierte en {\displaystyle \sin {(\chi _{nk}/2)}}, donde {\displaystyle \chi _{nk}} es el devanado
número de la órbita periódica. {\displaystyle \chi _{nk}=2\pi m}, donde {\displaystyle m} es el número de veces que las órbitas vecinas se cruzan con la órbita periódica en un período. Esto presenta una dificultad porque {\displaystyle \sin {(\chi _{nk}/2)}=0} en una bifurcación clásica. Esto hace que la contribución de esa órbita a la densidad de energía diverja. Esto también ocurre en el contexto de foto-espectro de absorción.
El uso de la fórmula de la traza para calcular un espectro requiere la suma de todas las órbitas periódicas de un sistema. Esto presenta varias dificultades para los sistemas caóticos: 1) El número de órbitas periódicas prolifera exponencialmente en función de la acción. 2) Hay un número infinito de órbitas periódicas y se desconocen las propiedades de convergencia de la teoría de órbitas periódicas. Esta dificultad también está presente cuando se aplica la teoría de órbitas periódicas a sistemas regulares. 3) Las órbitas de período largo son difíciles de calcular porque la mayoría de las trayectorias son inestables y sensibles a errores de redondeo y detalles de la integración numérica.
Gutzwiller aplicó la fórmula de la traza para abordar el problema anisotrópico Kepler (una sola partícula en un potencial {\displaystyle 1/r} con una masa anisotrópica tensor)
semiclásico. Encontró concordancia con los cálculos cuánticos para estados bajos (hasta {\displaystyle n=6}) para pequeñas anisotropías usando solo un pequeño conjunto de órbitas periódicas fáciles de calcular, pero la concordancia fue pobre para grandes anisotropías.
Las figuras anteriores utilizan un enfoque invertido para probar la teoría de la órbita periódica. La fórmula de la traza afirma que cada órbita periódica contribuye con un término sinusoidal al espectro. En lugar de lidiar con las dificultades computacionales que rodean las órbitas de período largo para tratar de encontrar la densidad de los estados (niveles de energía), uno puede usar la teoría estándar de la perturbación mecánica cuántica para calcular los valores propios (niveles de energía) y usar la transformada de Fourier para buscar el estado periódico. modulaciones del espectro que son la firma de órbitas periódicas. Interpretar el espectro equivale entonces a encontrar las órbitas que corresponden a los picos en la transformada de Fourier.

#### Esbozo aproximado de cómo llegar a la fórmula de la traza de Gutzwiller
1. Comience con la aproximación semiclásica de la función de Green dependiente del tiempo (el propagador de Van Vleck).
2. Tenga en cuenta que para las cáusticas la descripción diverge y use la idea de Maslov (aproximadamente la transformación de Fourier al espacio de momento (aproximación de fase estacionaria con un parámetro pequeño) para evitar tales puntos y luego transformar de nuevo al espacio de posición puede curar tal divergencia, sin embargo da un factor de fase).
3. Transforme la función de Green en espacio de energía para obtener la función de Green dependiente de la energía (nuevamente, aproxime la transformada de Fourier usando la aproximación de fase estacionaria). Es posible que aparezcan nuevas divergencias que deben corregirse con el mismo método que en el paso 3
4. Usar {\displaystyle d(E)=-{\frac {1}{\pi }}\Im (\operatorname {Tr} (G(x,x^{\prime },E))} (rastreo sobre posiciones) y calcúlelo nuevamente en aproximación de fase estacionaria para obtener una aproximación para la densidad de estados {\displaystyle d(E)}.

Nota: Tomar la traza nos dice que solo contribuyen las órbitas cerradas, la aproximación de fase estacionaria nos da condiciones restrictivas cada vez que se hace. En el paso 4, lo restringe a órbitas donde el momento inicial y final son iguales, es decir, órbitas periódicas. A menudo es bueno elegir un sistema de coordenadas paralelo a la dirección del movimiento, como se hace en muchos libros.

### Teoría de la órbita cerrada
La teoría de la órbita cerrada fue desarrollada por J.B. Delos, M.L. Du, J. Gao y J. Shaw. Esto es similar a la teoría de la órbita periódica, excepto que la teoría de la órbita cerrada es aplicable solo a espectros atómicos y moleculares y produce la densidad de fuerza del oscilador (espectro de fotoabsorción observable) de un estado inicial específico, mientras que la teoría de la órbita periódica produce la densidad de estados.
Solo las órbitas que comienzan y terminan en el núcleo son importantes en la teoría de órbita cerrada. Físicamente, estos están asociados con las ondas salientes que se generan cuando un electrón estrechamente unido se excita a un estado elevado. Para átomos de Rydberg y moléculas, cada órbita que está cerrada en el núcleo también es una órbita periódica cuyo período es igual al tiempo de cierre o al doble del tiempo de cierre.
De acuerdo con la teoría de la órbita cerrada, la densidad de fuerza promedio del oscilador a {\displaystyle \epsilon } constante viene dada por un fondo uniforme más una suma oscilatoria de la forma 
{\displaystyle f(w)=\sum _{k}\sum _{n=1}^{\infty }D_{\it {nk}}^{i}\sin(2\pi nw{\tilde {S_{k}}}-\phi _{\it {nk}})}.
{\displaystyle \phi _{\it {nk}}} es una fase que depende del índice de Maslov y otros detalles de las órbitas. {\displaystyle D_{\it {nk}}^{i}} es la amplitud de recurrencia de una órbita cerrada para un estado inicial dado (etiquetado como {\displaystyle i}). Contiene información sobre la estabilidad de la órbita, sus direcciones inicial y final, y el elemento de matriz del operador dipolar entre el estado inicial y una onda de Coulomb de energía cero. Para escalar sistemas como átomos de Rydberg en campos fuertes, la Transformada de Fourier del espectro de fuerza de un oscilador se calcula en {\displaystyle \epsilon } fijo como una función de {\displaystyle w} se llama espectro de recurrencia, porque da picos que corresponden a la acción escalada de órbitas cerradas y cuyas alturas corresponden a {\displaystyle D_{\it {nk}}^{i}}.
La teoría de la órbita cerrada ha encontrado un amplio acuerdo con una serie de sistemas caóticos, incluido el hidrógeno diamagnético, el hidrógeno en campos magnéticos y eléctricos paralelos, el litio diamagnético, el litio en un campo eléctrico, el ion {\displaystyle H^{-}} en campos eléctricos y magnéticos cruzados y paralelos, bario en un campo eléctrico y helio en un campo eléctrico.

### Sistemas unidimensionales y potencial
Para el caso de un sistema unidimensional con la condición de frontera {\displaystyle y(0)=0} la densidad de estados obtenida de la fórmula de Gutzwiller se relaciona con el inverso del potencial del sistema clásico por {\displaystyle {\ce {{\frac {d^{1/2}}{dx^{1/2}}}V^{-1}(x)=2{\sqrt {\pi }}{\frac {dN(x)}{dx}}}}} aquí {\displaystyle {\ce {{\frac {dN(x)}{dx}}}}}es la densidad de estados y V(x) es el potencial clásico de la partícula, la media derivada de la inversa del potencial está relacionado con la densidad de estados como en el potencial de Wu-Sprung.

## Direcciones recientes
Queda una pregunta abierta sobre la comprensión del caos cuántico en sistemas que tienen espacios de Hilbert locales de dimensión finita para los que no se aplican los límites semiclásicos estándar. Trabajos recientes permitieron estudiar analíticamente tales sistemas cuánticos de muchos cuerpos.
Los temas tradicionales en el caos cuántico se refieren a las estadísticas espectrales (características universales y no universales) y al estudio de funciones propias (ergodicidad cuántica, cicatrizs) de varias hamiltonianas caóticas H(x,p;R).
Otros estudios se refieren a la dependencia paramétrica ({\displaystyle R}) del hamiltoniano, como se refleja, p. las estadísticas de cruces evitados y la mezcla asociada como se refleja en la densidad local (paramétrica) de estados (LDOS). Existe una vasta literatura sobre dinámica de paquetes de ondas, incluido el estudio de fluctuaciones, recurrencias, problemas de irreversibilidad cuántica, etc. Se reserva un lugar especial para el estudio de la dinámica de mapas cuantizados: el mapa estándar y el rotador pateado se consideran problemas prototipo.
Los trabajos también se centran en el estudio de sistemas caóticos impulsados, donde el hamiltoniano {\displaystyle H(x,p;R(t))} depende del tiempo, en particular en la respuesta adiabática y lineal regímenes. También hay un esfuerzo significativo centrado en formular ideas de caos cuántico para sistemas cuánticos de "muchos cuerpos" que interactúan fuertemente lejos de los regímenes semiclásicos, así como un gran esfuerzo en la dispersión caótica cuántica.

## Conjetura de Berry-Tabor
En 1977 Berry y Tabor hicieron una conjetura matemática "genérica" todavía abierta que, dicho más o menos, es: En el caso "genérico" de la dinámica cuántica de un flujo geodésico en un Riemann compacto superficie, los valores propios de la energía cuántica se comportan como una secuencia de variables aleatorias independientes siempre que la dinámica clásica subyacente sea completamente integrable.Rudnick, Z. (Jan 2008). «¿Qué es el caos cuántico?». [ [Avisos de la AMS]] 55 (1): 32-34.

## Más recursos
- Martin C. Gutzwiller (1971). «Órbitas periódicas y condiciones de cuantificación clásicas». Journal of Mathematical Physics 12: 343. doi:10.1063/1.1665596.
- Martin C. Gutzwiller, Chaos in Classical and Quantum Mechanics, (1990) Springer-Verlag, Nueva York ISBN 0-387-97173-4.
- Hans-Jürgen Stöckmann, Quantum Chaos: An Introduction, (1999) Cambridge University Press ISBN 0-521-59284-4.
- Eugene Paul Wigner (1951). «Sobre la distribución estadística de los anchos y espaciamientos de los niveles de resonancia nuclear». Actas Matemáticas de la Sociedad Filosófica de Cambridge 47: 790. Bibcode:1951PCPS...47..790W. doi:10.1017/S0305004100027237.
- Fritz Haake, Quantum Signatures of Chaos 2.ª ed., (2001) Springer-Verlag, Nueva York ISBN 3-540-67723-2.
- Karl-Fredrik Berggren y Sven Aberg, "Quantum Chaos Y2K Proceedings of Nobel Symposium 116" (2001) ISBN 978-981-02-4711-9
- L. E. Reichl, "La transición al caos: en sistemas clásicos conservadores: manifestaciones cuánticas", Springer (2004), ISBN 978-0387987880